# 达沃斯1917
《达沃斯1917》（德語：Davos 1917）是一部2023年的德国电视剧，由瑞士和德国一起拍摄，是迄今为止是瑞士和德国之间最大的一次合拍。
该剧计划拍摄多季。在第一季播出时，第二季的制作工作尚未开始。

## 剧情
约翰娜·加巴图勒（Johanna Gabathuler）是一名为德意志帝国工作的护士，1917年，她在凡尔登执行完任务后，回到了达沃斯，并在回来之前怀了孕，她的家人在那里经营着面临财政困难的库尔豪斯·克朗瓦尔德疗养院兼医院（Curhaus Cronwald）。
约翰娜·加巴图勒生了孩子后，她的父亲将孩子带走，因为她曾经在军队当过军妓，而她的父母安排她与坦纳议员（Grossrat Thanner）结婚，约翰娜·加巴图勒曾经做过军妓的事情不能让坦纳议员知道。
约翰娜·加巴图勒在库尔豪斯·克朗瓦尔德疗养院兼医院（Curhaus Cronwald）认识了一个自称为“伯爵夫人”的女人和德国间谍伊尔斯·冯·豪斯纳（Ilse von Hausner），他们威胁和利诱约翰娜·加巴图勒给德意志帝国当间谍，他们用帮助约翰娜·加巴图勒找回孩子和在事成之后为她提供新的身份和逃跑计划作为交换。
约翰娜·加巴图勒爱上了德国医生卡尔·曼戈尔德（Carl Mangold），他的真正的名字是马克斯·霍洛维茨(Max Horowitz)，他其实是一个德意志帝国军队的逃兵，并且还是协约国的间谍，他试图获取编码设备并将炮弹引信运往意大利，以便协约国能够越过瑞士袭击德国。与此同时，德国间谍试图通过跟俄国革命家弗拉基米尔·列宁合作，运送列宁回俄罗斯，迫使俄罗斯帝国退出战争。
德国间谍和协约国的间谍和经过激烈的斗争后，成功的将弗拉基米尔·列宁送出了达沃斯，并让他去了俄罗斯帝国。为德国效力的约翰娜·加巴图勒则找回了孩子，但卡尔·曼高德因为逃兵罪被德国军方逮捕。约翰娜·加巴图勒决定与已经瘫痪了的、只能坐轮椅的坦纳议员结婚，以便继续秘密从事间谍工作。伯爵夫人因晚期肺结核自杀，并把用于勒索她的德国上级的微型胶卷交给约翰娜·加巴图勒，以便约翰娜·加巴图勒用这些胶卷换取卡尔·曼高德的自由。

## 发行
该剧于2023年10月在苏黎世电影节上首映，两周后在科隆电影节上举行了德国的首映。
2023年12月，首两集在达沃斯上映。
2023年12月15日，所有剧集在免费的Play Suisse流媒体服务上线。
2023年12月17日，SRF播出了前两集，每集45分钟，随后是18日的第三、四集和20日的第五、六集。
在德国电视台Das Erste，1至3集于2023年12月20日播出，4至6集于21日播出。全球发行由Global Screen负责。